# Ежов, Станислав Станиславович
Станислав Станиславович Ежов, (укр. Станіслав Станіславович Єжов; 22 июня 1978, Киев, УССР, СССР) — украинский правительственный чиновник, заместитель руководителя протокола и помощник премьер-министра Украины. 
Наиболее высокопоставленный сотрудник Кабинета министров Украины, арестованный по обвинению в шпионаже в пользу России. Передан в Россию путём обмена.

## Биография
Родился 22 июня 1978 года в Киеве, в семье преподавателя Киевского национального университета имени Тараса Шевченко Станислава Николаевича Ежова. В 1999 году окончил с дипломом переводчика Институт международных отношений Киевского национального университета им. Тараса Шевченко (КИМО).
После выпуска начал работать в МИД Украины — сначала в отделе переводов, затем в посольствах Украины в Словении и США. Сотрудником украинского посольства в США был четыре года — с 2011 по 2015. До 2011 года Ежов работал в администрации президента Украины Виктора Януковича, где имел допуск к секретным документам. Ежов критически воспринял Евромайдан, оставил в социальных сетях записи о «фашистах в Киеве», выражал симпатию спецподразделению «Беркут».
В 2015 году Ежов стал личным переводчиком председателя Верховной Рады, ныне премьер-министра Украины Владимира Гройсмана. После назначения Гройсмана премьер-министром в 2016 году перешёл вместе с ним в правительство. В мае того же года успешно прошёл люстрацию — обязательную проверку всех правительственных чиновников, которые занимали должности в период президентства Януковича.  Работал в секретариате Кабинета министров Украины. В обязанности Ежова, как помощника премьер-министра, входило участие в подготовке рабочего графика премьера. Ежов отвечал за организацию перевода переговоров главы правительства с иностранными делегациями, на которых часто выполнял функции личного переводчика премьера. В частности, в июле 2017 года в Лондоне Ежов был переводчиком на переговорах Гройсмана с премьер-министром Великобритании Терезой Мэй. По оценке советника министра внутренних дел Украины Станислава Речинского, Ежов является одним из лучших украинских переводчиков-синхронистов. 
По данным Службы безопасности Украины (СБУ), Ежов был завербован российской разведкой в период длительной командировки в США. По версии СБУ Ежов, будучи секретоносителем, по роду своей профессиональной деятельности имел возможность собирать весьма специфическую информацию, «инициативно и творчески выполнял задания российских кураторов», собирал с помощью специального оборудования информацию о деятельности правительственных структур, затем передавал сведения в Россию через электронные каналы связи.  
20 декабря 2017 года Ежов арестован сотрудниками СБУ на своём рабочем месте, с согласия премьер-министра Гройсмана. Глава правительства был в курсе оперативной разработки своего помощника и переводчика, которая проводилась спецслужбой несколько месяцев, поблагодарил СБУ за разоблачение «чиновника, который продолжительное время работал в интересах вражеского государства». 
22 декабря 2017 года Шевченковский районный суд Киева арестовал Ежова  по подозрению в государственной измене (ч. 1 ст. 111 УК Украины) на 2 месяца без права освобождения под залог. Показания в суде Ежов согласился давать на русском языке. Ежов стал самым высокопоставленным сотрудником Кабинета министров Украины, арестованным по обвинению в шпионаже в пользу России. Срок заключения по этой статье на Украине составляет до 15 лет.
Ежов был передан России в сентябре 2019 года в рамках обмена удерживаемых лиц в формате «35 на 35».

## Семья
С женой Юлией Мирошниковой, гражданкой России, Станислав Ежов познакомился около десяти лет назад в социальных сетях. Юлия родилась и училась в Санкт-Петербурге, выпускница Санкт-Петербургского политехнического университета Петра Великого. Будучи замужем за Ежовым, в период четырехлетнего пребывания в США проводила исследования и писала отчёты для японского института прикладной ядерной энергетики. В настоящее время работает в компании ДТЭК крупного украинского предпринимателя Рината Ахметова. У супругов есть 5-летняя дочь Мария Ежова — гражданка Украины.
В имущественной декларации, поданной 10 марта 2017 года, Ежов указал квартиру в Киеве площадью 90,55 м², которой владеет совместно с отцом и сестрой. Накопления Ежова — 70 000 долларов США наличными и 11 000 долларов, одолженные третьим лицам. Доходы Ежова за 2016 год состояли из зарплаты в размере 223 829 гривен (1 гривна = чуть больше 2 рублей России). Супруга Юлия Мирошникова указала два вклада в российском Сбербанке — 286 641 рублей и 31 713 долларов США; имела за 2016 год 125 526 гривен зарплаты в консалтинговой фирме NUMARK Associates, Inc., зарегистрированной в Вашингтоне, а также 6104 гривен процентов со вкладов в Сбербанке РФ.

## Статьи
- Янина Соколовская. СБУ пришла к выводу о том, что Ежов занимался шпионажем в пользу России. Коммерсантъ (21 декабря 2017). Дата обращения: 23 декабря 2017.
- Янина Соколовская. Переводчик украинского премьера подозревается в шпионаже в пользу России. Владимир Гройсман поблагодарил СБУ за «профессионализм и бдительность». Коммерсантъ (21 декабря 2017). Дата обращения: 23 декабря 2017.
- Юлиана Скибицкая. Задержан личный переводчик премьер-министра Украины. Его подозревают в шпионаже в пользу России. Медуза (21 декабря 2017). Дата обращения: 23 декабря 2017.